# Nati nel 1992/Aprile
| Questa pagina contiene informazioni ricavate automaticamente dalle voci biografiche con l'ausilio del template Bio e di un bot. L'aggiornamento è periodico e automatico e ricostruisce completamente la pagina. Se manca una persona in questa lista, sei pregato di non aggiungerla, ma accertati piuttosto che la sua voce biografica contenga il template Bio e che i dati anagrafici siano correttamente compilati. Se il template Bio manca, inseriscilo tu stesso o, in alternativa, metti l'avviso {{tmp\|Bio}} che ne segnala la mancanza. Se i dati riportati sono sbagliati, correggi direttamente la voce biografica; le modifiche saranno visibili in questa lista entro pochi giorni. Per chiarimenti vedi il progetto biografie. La lista contiene solo le 529 persone che sono citate nell'enciclopedia e per le quali è stato implementato correttamente il template Bio. Pagina aggiornata al 2 ago 2025. |

- 1º aprile - Álex Barrera, cestista spagnolo
- 1º aprile - Geoffrey Bouchard, ciclista su strada francese
- 1º aprile - Fernando Carro, siepista spagnolo
- 1º aprile - Gabriela Dabrowski, tennista canadese
- 1º aprile - Madeleine Garrick, cestista australiana
- 1º aprile - César Ibáñez, ex calciatore messicano
- 1º aprile - Lola Índigo, cantante spagnola
- 1º aprile - Aleksej Korovaškov, canoista russo
- 1º aprile - Amr Marei, calciatore egiziano
- 1º aprile - Francisco Mosquera, sollevatore colombiano
- 1º aprile - James Musa, calciatore neozelandese
- 1º aprile - Martin Løwstrøm Nyenget, fondista norvegese
- 1º aprile - Martin Roe, multiplista norvegese
- 1º aprile - Ahmed Samy, calciatore egiziano
- 1º aprile - Arcëm Saroka, calciatore bielorusso
- 1º aprile - Sieneke, cantante olandese
- 1º aprile - Sui Lu, ex ginnasta cinese
- 1º aprile - Adam Thomas, calciatore neozelandese
- 1º aprile - Maxim Tissot, ex calciatore canadese
- 2 aprile - Emaa, cantante rumena
- 2 aprile - Abdelkader Bedrane, calciatore algerino
- 2 aprile - Jacopo Dall'Oglio, calciatore italiano
- 2 aprile - Adriana De Martin, calciatrice italiana
- 2 aprile - Andrew Farrell, calciatore statunitense
- 2 aprile - Kirill Grigor'jan, tiratore a segno russo
- 2 aprile - Stephan Hicks, cestista statunitense
- 2 aprile - Hong A-ran, ex cestista sudcoreana
- 2 aprile - Getaneh Kebede, calciatore etiope
- 2 aprile - DeMarcus Lawrence, giocatore di football americano statunitense
- 2 aprile - Alessia Longato, calciatrice e ex giocatrice di calcio a 5 italiana
- 2 aprile - Marlone, calciatore brasiliano
- 2 aprile - Sanae Motokawa, cestista giapponese
- 2 aprile - Epp Mäe, lottatrice estone
- 2 aprile - Daniele Scardina, ex pugile italiano
- 2 aprile - Wesley dos Santos Rodrigues, calciatore brasiliano
- 3 aprile - Simone Benedetti, calciatore italiano
- 3 aprile - Ana Bjelica, pallavolista serba
- 3 aprile - Juan Cazares, calciatore ecuadoriano
- 3 aprile - Andrés Chicaiza, calciatore ecuadoriano
- 3 aprile - Michał Chrapek, calciatore polacco
- 3 aprile - Luca Damonte, pallanuotista italiano
- 3 aprile - Dylan De Belder, calciatore belga
- 3 aprile - Julija Efimova, nuotatrice russa
- 3 aprile - Álex Felip, calciatore spagnolo
- 3 aprile - Simon Hirsch, pallavolista tedesco
- 3 aprile - Anastasija Kedrina, ex sciatrice alpina russa
- 3 aprile - Young M.A, rapper statunitense
- 3 aprile - Roderick Miller, calciatore panamense
- 3 aprile - Aeriél Miranda, attrice statunitense
- 3 aprile - Blake Swihart, giocatore di baseball statunitense
- 3 aprile - Damien Williams, giocatore di football americano statunitense
- 4 aprile - Nik'oloz Apakidze, calciatore georgiano
- 4 aprile - Pape Badji, cestista senegalese
- 4 aprile - Lucy May Barker, attrice e cantante britannica
- 4 aprile - Giulio Bisegni, ex rugbista a 15 italiano
- 4 aprile - Gustavo Campanharo, calciatore brasiliano
- 4 aprile - Allen Crabbe, ex cestista statunitense
- 4 aprile - Dynamo Fredericks, calciatore namibiano
- 4 aprile - Sergiu Hanca, calciatore rumeno
- 4 aprile - Ben Heber, bobbista tedesco
- 4 aprile - Fatmir Hysenbelliu, ex calciatore albanese
- 4 aprile - Darwin Jones, ex calciatore statunitense
- 4 aprile - Nina Kraljić, cantante croata
- 4 aprile - Christina Metaxa, cantante cipriota
- 4 aprile - Alexa Nikolas, attrice statunitense
- 4 aprile - Fabio Parisi, lottatore italiano
- 4 aprile - Betinho, calciatore brasiliano
- 4 aprile - Aurora Ponselé, nuotatrice italiana
- 4 aprile - Rafael da Silva, calciatore brasiliano
- 4 aprile - Mario Šitum, calciatore croato
- 4 aprile - Daniel Theis, cestista tedesco
- 4 aprile - Nathan Trent, cantante austriaco
- 5 aprile - Robin Book, calciatore svedese
- 5 aprile - Lossény Doumbia, calciatore nigerino
- 5 aprile - Emmalyn Estrada, cantautrice, ballerina e attrice canadese
- 5 aprile - Shintarō Kurumaya, calciatore giapponese
- 5 aprile - Giuliano Mattiello, pallanuotista italiano
- 5 aprile - Donald Nzé, calciatore gabonese
- 5 aprile - Alessia Orla, triatleta italiana
- 5 aprile - Erik Počanski, calciatore bulgaro
- 5 aprile - Kaveh Rezaei, calciatore iraniano
- 5 aprile - Spencer Rowe, pallavolista statunitense
- 5 aprile - Dmytro Ryžuk, calciatore ucraino
- 5 aprile - Geuvânio, calciatore brasiliano
- 6 aprile - Yacouba Ali, ex calciatore nigerino
- 6 aprile - Jean Carlos Blanco, calciatore colombiano
- 6 aprile - Marius Briceag, calciatore rumeno
- 6 aprile - Beatrice Capra, tennista statunitense
- 6 aprile - Yannick Desiron, cestista belga
- 6 aprile - Misaele Draunibaka, calciatore figiano
- 6 aprile - Julie Ertz, ex calciatrice statunitense
- 6 aprile - Kathrin Hendrich, calciatrice belga
- 6 aprile - Kendel Herrarte, calciatore guatemalteco
- 6 aprile - Marqueston Huff, giocatore di football americano statunitense
- 6 aprile - Joël Kiassumbua, calciatore svizzero
- 6 aprile - Moemi Kikuchi, pattinatrice di short track giapponese
- 6 aprile - Lucas Kruspzky, calciatore argentino
- 6 aprile - Ku Ja-ryong, calciatore sudcoreano
- 6 aprile - Rose Lavaud, calciatrice francese
- 6 aprile - Arnold Issoko, calciatore congolese (Repubblica Democratica del Congo)
- 6 aprile - Marco Ospitalieri, calciatore belga
- 6 aprile - Emil Pavlov, karateka macedone
- 6 aprile - Ivan Pešić, calciatore croato
- 6 aprile - Monika Wejnert, ex tennista australiana
- 7 aprile - Abadon, wrestler statunitense
- 7 aprile - Andreea Acatrinei, ginnasta romena
- 7 aprile - Gilbert Álvarez, calciatore boliviano
- 7 aprile - Yassamin Ansari, politica e attivista statunitense
- 7 aprile - William Carvalho, calciatore portoghese
- 7 aprile - Raymond Chetram, calciatore americo-verginiano
- 7 aprile - Marcin Cieślak, nuotatore polacco
- 7 aprile - Kaitlan Collins, giornalista statunitense
- 7 aprile - Carlotta Cornehl, attrice e modella tedesca
- 7 aprile - Julio César Domínguez Castillo, calciatore paraguaiano
- 7 aprile - Noë Dussenne, calciatore belga
- 7 aprile - Petar Franjic, calciatore australiano
- 7 aprile - Miles Jackson-Cartwright, ex cestista statunitense
- 7 aprile - Alexis Jordan, cantante statunitense
- 7 aprile - Jan Malík, calciatore ceco
- 7 aprile - Tony Mitchell, cestista statunitense
- 7 aprile - Steven Morales, pallavolista portoricano
- 7 aprile - Gerard Moreno, calciatore spagnolo
- 7 aprile - Fumika Moriya, pallavolista giapponese
- 7 aprile - Steve Moundou-Missi, cestista camerunese
- 7 aprile - Negueba, calciatore brasiliano
- 7 aprile - Doke Schmidt, calciatore olandese
- 7 aprile - Irine Sukandar, scacchista indonesiana
- 7 aprile - Aylon Darwin Tavella, calciatore brasiliano
- 7 aprile - Albert Ventura, cestista spagnolo
- 7 aprile - Laura Vetterlein, allenatrice di calcio e ex calciatrice tedesca
- 7 aprile - Yoann Wachter, calciatore gabonese
- 8 aprile - Ignacio Arce, calciatore argentino
- 8 aprile - Ramiro Ballivián, calciatore boliviano
- 8 aprile - Marcos Delía, cestista argentino
- 8 aprile - Jimmy Djimrabaye, cestista centrafricano
- 8 aprile - Mohamed El Monir, calciatore libico
- 8 aprile - Lucirio Antonio Garrido, mezzofondista venezuelano
- 8 aprile - Henrik Gustavsen, calciatore norvegese
- 8 aprile - Kane Hemmings, calciatore inglese
- 8 aprile - Kevin Jansen, calciatore olandese
- 8 aprile - Andris Misters, cestista lettone
- 8 aprile - J.J. O'Brien, cestista statunitense
- 8 aprile - Kelly Reeves, pallavolista statunitense
- 8 aprile - Mathew Ryan, calciatore australiano
- 8 aprile - Saku-Pekka Sahlgren, ex calciatore finlandese
- 8 aprile - Sergej Ustjugov, fondista russo
- 8 aprile - Devon Williams, calciatore giamaicano
- 8 aprile - Shelby Young, doppiatrice e attrice statunitense
- 9 aprile - Asbjørn Kragh Andersen, ex ciclista su strada danese
- 9 aprile - Fernando Aristeguieta, ex calciatore venezuelano
- 9 aprile - Hans Becklin, esperantista e pastore protestante statunitense
- 9 aprile - Chhin Chhoeun, calciatore cambogiano
- 9 aprile - Chris Gadi, ex calciatore francese
- 9 aprile - Vitalij Ivanko, ex calciatore ucraino
- 9 aprile - Pavlo Krutous, cestista ucraino
- 9 aprile - Elena Lašmanova, marciatrice russa
- 9 aprile - Raheem Mostert, giocatore di football americano statunitense
- 9 aprile - Andrej Mrkela, ex calciatore serbo
- 9 aprile - Brendon Rodney, velocista canadese
- 9 aprile - Benjamin van Leer, ex calciatore olandese
- 10 aprile - Michelle-Lee Ahye, velocista trinidadiana
- 10 aprile - Najib Ammari, ex calciatore francese
- 10 aprile - Aljaksandr Anjukevič, ex calciatore bielorusso
- 10 aprile - Pongo, cantautrice angolana
- 10 aprile - Serhij Frolov, nuotatore ucraino
- 10 aprile - Michał Haratyk, pesista polacco
- 10 aprile - Andrij Hovorov, nuotatore ucraino
- 10 aprile - Márk Jagodics, calciatore ungherese
- 10 aprile - Sadio Mané, calciatore senegalese
- 10 aprile - Vernon Norwood, velocista statunitense
- 10 aprile - Joël Pedro, ex calciatore lussemburghese
- 10 aprile - Daisy Ridley, attrice britannica
- 10 aprile - Ignacio Rivero, calciatore uruguaiano
- 10 aprile - James Scully, attore statunitense
- 10 aprile - Atila Turan, calciatore francese
- 10 aprile - Robert Woods, giocatore di football americano statunitense
- 10 aprile - Marco da Silva, calciatore francese
- 11 aprile - Scott Haran, attore britannico
- 11 aprile - Magomed Kurbanov, ex calciatore russo
- 11 aprile - Alex Kōnstantinou, calciatore cipriota
- 11 aprile - Dante Leverock, calciatore bermudiano
- 11 aprile - Aljaksej Ljahčylin, calciatore bielorusso
- 11 aprile - Andrés Makin, calciatore beliziano
- 11 aprile - Aleksandar Pantić, calciatore serbo
- 11 aprile - Nesthy Petecio, pugile filippina
- 11 aprile - Anastasija Pozdnjakova, tuffatrice russa
- 11 aprile - Tamás Somorácz, canoista ungherese
- 11 aprile - Bjarne Thölke, calciatore tedesco
- 11 aprile - Edoardo Ziello, politico italiano
- 12 aprile - Mohammad Al-Dawud, calciatore giordano
- 12 aprile - Alberto Ruben Arena, arbitro di calcio italiano
- 12 aprile - Bispo, rapper portoghese
- 12 aprile - Giorgio Cantarini, attore italiano
- 12 aprile - MadeinTYO, rapper e compositore statunitense
- 12 aprile - Daniele Donnarumma, calciatore italiano
- 12 aprile - Vitalij Dunajcev, pugile russo
- 12 aprile - Vasilij Egorov, pugile russo
- 12 aprile - Franklin Guerra, calciatore ecuadoriano
- 12 aprile - Sara Jemai, giavellottista italiana
- 12 aprile - Marco Knobel, giocatore di football americano svizzero
- 12 aprile - Anastasios Lagos, calciatore greco
- 12 aprile - Adrián Luna, calciatore uruguaiano
- 12 aprile - David Mawutor, calciatore ghanese
- 12 aprile - Darko Micevski, calciatore macedone
- 12 aprile - Antonello Ricci, cestista italiano
- 12 aprile - Rebin Sulaka, calciatore iracheno
- 12 aprile - Alyssa Thomas, cestista statunitense
- 12 aprile - Agata Trzebuchowska, attrice, sceneggiatrice e regista polacca
- 12 aprile - Chad le Clos, nuotatore sudafricano
- 13 aprile - Aleksandar Aleksić, canoista serbo
- 13 aprile - Péter Bernek, ex nuotatore ungherese
- 13 aprile - Carlos Alberto Campos, ex calciatore messicano
- 13 aprile - Kenney Funderburk, cestista statunitense
- 13 aprile - Robel Kiros Habte, nuotatore etiope
- 13 aprile - Scott Hogan, calciatore irlandese
- 13 aprile - Daniel Jarl, ex calciatore svedese
- 13 aprile - Denis Kudrjavcev, ostacolista russo
- 13 aprile - Abdullah Marafee, calciatore qatariota
- 13 aprile - Gerrit Nauber, calciatore tedesco
- 13 aprile - George North, rugbista a 15 britannico
- 13 aprile - Efe Obada, giocatore di football americano nigeriano
- 13 aprile - Paul Richardson, ex giocatore di football americano statunitense
- 13 aprile - Raymariely Santos, pallavolista portoricana
- 13 aprile - Scott Simonson, giocatore di football americano statunitense
- 13 aprile - Caner Şahin, attore turco
- 14 aprile - Ole Marius Aasen, calciatore norvegese
- 14 aprile - Josylvio, rapper olandese
- 14 aprile - Jason Aguemon, ex giocatore di football americano e ex bobbista francese
- 14 aprile - Rob Evans, rugbista a 15 britannico
- 14 aprile - Loïc Feudjou, calciatore camerunese
- 14 aprile - Per Frick, calciatore svedese
- 14 aprile - Humberly González, attrice venezuelana
- 14 aprile - Christoph Hafer, bobbista tedesco
- 14 aprile - Skyler Howes, pilota motociclistico statunitense
- 14 aprile - Nick Krause, attore statunitense
- 14 aprile - Ryan Laursen, ex calciatore statunitense
- 14 aprile - Mihai Leca, calciatore rumeno
- 14 aprile - Odah Marshall, calciatore nigeriano
- 14 aprile - Dajon Newell, giocatore di football americano statunitense
- 14 aprile - Niklas Nienaß, politico tedesco
- 14 aprile - Bruno Ondo Mengue, cestista italiano
- 14 aprile - Jiří Pavlenka, calciatore ceco
- 14 aprile - Álvaro Ramos, calciatore cileno
- 14 aprile - Josué Rivera, pallavolista portoricano
- 14 aprile - Tommy Smith, ex calciatore inglese
- 14 aprile - Nil Solans, pilota di rally spagnolo
- 14 aprile - Frederik Sørensen, calciatore danese
- 14 aprile - Rolands Štrobinders, giavellottista lettone
- 14 aprile - Dejan Trajkovski, calciatore sloveno
- 14 aprile - Nikola Trujić, calciatore serbo
- 14 aprile - Valentina Velati, calciatrice italiana
- 14 aprile - Christian vom Lehn, nuotatore tedesco
- 15 aprile - DeAndre Daniels, cestista statunitense
- 15 aprile - Amy Deasismont, cantante, attrice e conduttrice televisiva svedese
- 15 aprile - Kimberly Dos Ramos, attrice, modella e ballerina venezuelana
- 15 aprile - Antonín Fantiš, calciatore ceco
- 15 aprile - Remo Freuler, calciatore svizzero
- 15 aprile - Ricarda Funk, canoista tedesca
- 15 aprile - John Guidetti, calciatore svedese
- 15 aprile - Arnaldo Manoel de Almeida, calciatore brasiliano
- 15 aprile - Emad Mansoor, calciatore yemenita
- 15 aprile - Alexandra Masangkay, attrice, cantante e ballerina spagnola
- 15 aprile - Nathaniel Mendez-Laing, calciatore inglese
- 15 aprile - Meisam Mirzaei, cestista iraniano
- 15 aprile - Héctor Núñez Segovia, ex calciatore cileno
- 15 aprile - Calvin Pickard, hockeista su ghiaccio canadese
- 15 aprile - Andrew Sherk, slittinista statunitense
- 15 aprile - Frank Tchoubaye, cestista camerunese
- 15 aprile - Guðmundur Þórarinsson, calciatore islandese
- 15 aprile - Alice Volpi, schermitrice italiana
- 15 aprile - Dez Wells, cestista statunitense
- 15 aprile - Oleksij Zozulja, calciatore ucraino
- 16 aprile - Vahagn Ayvazyan, ex calciatore armeno
- 16 aprile - Valentina Bellè, attrice italiana
- 16 aprile - Marllon Borges, calciatore brasiliano
- 16 aprile - Hristijan Dragarski, calciatore macedone
- 16 aprile - Gao Song, cestista cinese
- 16 aprile - Nikita Glazkov, schermidore russo
- 16 aprile - Mauricio Gómez, calciatore uruguaiano
- 16 aprile - Luis Hinestroza, calciatore colombiano
- 16 aprile - Richèl Hogenkamp, tennista olandese
- 16 aprile - Rangelo Janga, calciatore olandese
- 16 aprile - Joe Cardona, giocatore di football americano statunitense
- 16 aprile - Alhassane Keita, calciatore guineano
- 16 aprile - Kim Hee-jung, attrice sudcoreana
- 16 aprile - Ronnie Flex, rapper e cantante olandese
- 16 aprile - Breeja Larson, ex nuotatrice statunitense
- 16 aprile - Lee Seung-hyeon, cestista sudcoreano
- 16 aprile - Sébastien di Lussemburgo, principe e militare lussemburghese
- 16 aprile - Leydi Moya, pentatleta cubana
- 16 aprile - Leandro Navarro, calciatore argentino
- 16 aprile - Rukidi IV, sovrano
- 16 aprile - Vasileios Rentzas, calciatore greco
- 16 aprile - Enrique Rivero, calciatore spagnolo
- 16 aprile - Antoine Roine, calciatore francese
- 17 aprile - Emrah Başsan, calciatore turco
- 17 aprile - Karlo Bručić, calciatore croato
- 17 aprile - Mutya Johanna Datul, modella filippina
- 17 aprile - Matthew Forgues, marciatore statunitense
- 17 aprile - Steven Fortès, calciatore francese
- 17 aprile - Joel Ngandu Kayamba, calciatore congolese (Repubblica Democratica del Congo)
- 17 aprile - Mislav Komorski, calciatore croato
- 17 aprile - Firmin Ndombe Mubele, calciatore congolese (Repubblica Democratica del Congo)
- 17 aprile - Shkodran Mustafi, ex calciatore tedesco
- 17 aprile - Erin Nayler, calciatrice neozelandese
- 17 aprile - Nemanja Petrović, calciatore serbo
- 17 aprile - Pirulo, calciatore spagnolo
- 17 aprile - Mats Seuntjens, calciatore olandese
- 17 aprile - So Hyon-uk, ex calciatore nordcoreano
- 17 aprile - Jasper Stuyven, ciclista su strada belga
- 17 aprile - Marion Torrent, calciatrice francese
- 18 aprile - Araz Abdullayev, calciatore azero
- 18 aprile - Kassim Ahamada, calciatore francese
- 18 aprile - Daniel Attard, politico maltese
- 18 aprile - Chloe Bennet, attrice e cantante statunitense
- 18 aprile - Melissa Bjånesøy, calciatrice statunitense
- 18 aprile - Caroline Chew, cavallerizza singaporiana
- 18 aprile - Misa Eguchi, ex tennista giapponese
- 18 aprile - Jacob Fatu, wrestler statunitense
- 18 aprile - Samuel Galindo, calciatore boliviano
- 18 aprile - Martina Lorenzetto, lunghista italiana
- 18 aprile - Dzsenifer Marozsán, calciatrice ungherese
- 18 aprile - Oleksandr Mišula, cestista ucraino
- 18 aprile - Magnus Stamnestrø, allenatore di calcio e ex calciatore norvegese
- 18 aprile - Georgi Terziev, calciatore bulgaro
- 18 aprile - Dairis Tornell, cestista cubana
- 18 aprile - Jonathan dos Santos, calciatore uruguaiano
- 19 aprile - Jordan Akins, giocatore di football americano statunitense
- 19 aprile - Luca Antei, allenatore di calcio e ex calciatore italiano
- 19 aprile - Quincy Breell, lunghista
- 19 aprile - Yeisson Fonnegra, giocatore di calcio a 5 colombiano
- 19 aprile - Anton Grady, ex cestista statunitense
- 19 aprile - Paul-José M'Poku, calciatore congolese (Repubblica Democratica del Congo)
- 19 aprile - Franco Mussis, calciatore argentino
- 19 aprile - Nick Pope, calciatore inglese
- 19 aprile - Morteza Pouraliganji, calciatore iraniano
- 19 aprile - Andrea Quarisa, cestista italiano
- 19 aprile - Tərlan Quliyev, calciatore azero
- 19 aprile - Luís Ribeiro, calciatore portoghese
- 19 aprile - Marko Todorović, cestista montenegrino
- 19 aprile - Ofa Tu'ungafasi, rugbista a 15 neozelandese
- 20 aprile - Kristian Álvarez, calciatore messicano
- 20 aprile - Jerry Boutsiele, cestista francese
- 20 aprile - Octavious Freeman, velocista statunitense
- 20 aprile - Sergio González Poirrier, calciatore spagnolo
- 20 aprile - Gigi Gorgeous, attrice, personaggio televisivo e youtuber canadese
- 20 aprile - Veronika Korsunova, sciatrice freestyle russa
- 20 aprile - Rashid Mahazi, ex calciatore australiano
- 20 aprile - Madias Nzesso, sollevatrice camerunese
- 20 aprile - Joe Salisbury, tennista britannico
- 20 aprile - Cory Sandhagen, artista marziale misto statunitense
- 20 aprile - Raphael Silva, calciatore brasiliano
- 20 aprile - Juan Vieyra, calciatore argentino
- 20 aprile - Siri Worm, calciatrice olandese
- 20 aprile - Eldəniz Əzizli, lottatore azero
- 21 aprile - Botond Baráth, calciatore ungherese
- 21 aprile - Leotrim Bekteshi, calciatore kosovaro
- 21 aprile - Mark Cullen, calciatore inglese
- 21 aprile - Deiner Córdoba, ex calciatore colombiano
- 21 aprile - Deng Linlin, ex ginnasta cinese
- 21 aprile - Claudia Doumit, attrice australiana
- 21 aprile - Nikita Drozdov, calciatore russo
- 21 aprile - Maxim Focșa, calciatore moldavo
- 21 aprile - Wilmer Fuentes, calciatore honduregno
- 21 aprile - Andreas Geipl, calciatore tedesco
- 21 aprile - Holden Huff, giocatore di football americano statunitense
- 21 aprile - Isco, calciatore spagnolo
- 21 aprile - Aleš Mandous, calciatore ceco
- 21 aprile - Kristijan Milaković, pallanuotista croato
- 21 aprile - Mitch Morse, ex giocatore di football americano statunitense
- 21 aprile - Joc Pederson, giocatore di baseball statunitense
- 21 aprile - Cyrus Rutto, ex mezzofondista keniota
- 21 aprile - René Santos, calciatore brasiliano
- 21 aprile - Reto Schmidiger, sciatore alpino svizzero
- 21 aprile - Jovan Stojanović, calciatore serbo
- 21 aprile - Joshua Tijani, ex calciatore ghanese
- 21 aprile - Jhonny Vidales, calciatore peruviano
- 21 aprile - Weslley Smith Alves Feitosa, calciatore brasiliano
- 22 aprile - Ali Farag, giocatore di squash egiziano
- 22 aprile - Peng Bunchay, calciatore cambogiano
- 22 aprile - Solange Carvalhas, calciatrice portoghese
- 22 aprile - Marvin Ceballos, calciatore guatemalteco
- 22 aprile - Maria Luisa Cumino, ex pallavolista italiana
- 22 aprile - João Francisco Favaro Amaral, ex calciatore brasiliano
- 22 aprile - English Gardner, velocista statunitense
- 22 aprile - Umberto Germano, calciatore italiano
- 22 aprile - Zane Grothe, nuotatore statunitense
- 22 aprile - Patrik Hrošovský, calciatore slovacco
- 22 aprile - Elias Kachunga, calciatore tedesco
- 22 aprile - Cady Lalanne, cestista haitiano
- 22 aprile - Lee Ah-reum, taekwondoka sudcoreana
- 22 aprile - Lee Young-ju, calciatrice sudcoreana
- 22 aprile - Corey Nelson, giocatore di football americano statunitense
- 22 aprile - Osamu Nishi, fumettista giapponese
- 22 aprile - Aleksandr Razumov, cestista russo
- 22 aprile - Davarus Shores, ex giocatore di football americano statunitense
- 22 aprile - Kenny Stills, giocatore di football americano statunitense
- 22 aprile - Rolene Strauss, modella sudafricana
- 22 aprile - Florian Tardieu, calciatore francese
- 22 aprile - Terence Tchiknavorian, sciatore freestyle francese
- 23 aprile - Eren Albayrak, calciatore turco
- 23 aprile - Zelim Bakaev, cantante russo († 2017)
- 23 aprile - Dominik Baldauf, fondista austriaco
- 23 aprile - Dumitru Celeadnic, calciatore moldavo
- 23 aprile - OG Maco, rapper statunitense († 2024)
- 23 aprile - Arie Kouandjio, ex giocatore di football americano camerunese
- 23 aprile - Kristine Kujath Thorp, attrice norvegese
- 23 aprile - Sean Mannion, allenatore di football americano e ex giocatore di football americano statunitense
- 23 aprile - Elektra Lopez, wrestler statunitense
- 24 aprile - Munther Abu Amarah, calciatore giordano
- 24 aprile - Alexandru Crețu, calciatore rumeno
- 24 aprile - Dominykas Domarkas, cestista lituano
- 24 aprile - Jesper Engström, calciatore finlandese
- 24 aprile - Laura Gil, cestista spagnola
- 24 aprile - Iōannīs Gkelios, calciatore greco
- 24 aprile - Luciano Guaycochea, calciatore argentino
- 24 aprile - Sofie Junge Pedersen, calciatrice danese
- 24 aprile - Joe Keery, attore e musicista statunitense
- 24 aprile - Laura Kenny, ex ciclista su strada e ex pistard britannica
- 24 aprile - Davit Kharazishvili, maratoneta georgiano
- 24 aprile - Yūki Kobayashi, calciatore giapponese
- 24 aprile - Pavel Krotov, sciatore freestyle russo († 2023)
- 24 aprile - Rafaela Silva, judoka brasiliana
- 24 aprile - Butholezwe Ncube, calciatore zimbabwese
- 24 aprile - J.J. Nelson, giocatore di football americano statunitense
- 24 aprile - Florian Notz, fondista tedesco
- 24 aprile - Rúben Pinto, calciatore portoghese
- 24 aprile - Jack Quaid, attore statunitense
- 24 aprile - Luca Rizzo, calciatore italiano
- 24 aprile - Jamile Samuel, velocista olandese
- 24 aprile - Doc Shaw, attore statunitense
- 24 aprile - Tyler Toffoli, hockeista su ghiaccio canadese
- 25 aprile - Ahmed Abdultaofik, calciatore nigeriano
- 25 aprile - Adria Arjona, attrice statunitense
- 25 aprile - Christopher Buchtmann, calciatore tedesco
- 25 aprile - Luis Cessa, giocatore di baseball messicano
- 25 aprile - Bryan Coquard, ciclista su strada e pistard francese
- 25 aprile - Marco Cubito, pallavolista italiano
- 25 aprile - Théo Defourny, calciatore belga
- 25 aprile - Alessandro Durante, canottiere italiano
- 25 aprile - Mateusz Dziemba, cestista polacco
- 25 aprile - Marco Falivelli, conduttore radiofonico e conduttore televisivo italiano
- 25 aprile - Abdulkarim Fardan, calciatore bahreinita
- 25 aprile - Guus Hupperts, calciatore olandese
- 25 aprile - Pavel Kadeřábek, calciatore ceco
- 25 aprile - Cedric Ogbuehi, giocatore di football americano nigeriano
- 25 aprile - Jorge Ortiz Mendoza, calciatore spagnolo
- 25 aprile - Martin Rajnov, calciatore bulgaro
- 25 aprile - Alessio Valsecchi, scacchista italiano
- 26 aprile - Endre Bjertness, ex sciatore alpino norvegese
- 26 aprile - Rachel Cuschieri, calciatrice maltese
- 26 aprile - Wilfried Ebane, calciatore gabonese
- 26 aprile - Aaron Judge, giocatore di baseball statunitense
- 26 aprile - Darian King, tennista barbadiano
- 26 aprile - Rafał Leszczyński, calciatore polacco
- 26 aprile - Carlos Llavador, schermidore spagnolo
- 26 aprile - Marko Meerits, calciatore estone
- 26 aprile - Adi Mehremić, calciatore bosniaco
- 26 aprile - Joaquín Rivas, calciatore salvadoregno
- 26 aprile - Carlos Suárez Valdéz, calciatore venezuelano
- 26 aprile - Lewis Toshney, calciatore scozzese
- 26 aprile - Delon Wright, cestista statunitense
- 26 aprile - You Hao, ginnasta cinese
- 27 aprile - Keenan Allen, giocatore di football americano statunitense
- 27 aprile - Jhonnatan Botero, mountain biker colombiano
- 27 aprile - Mitch Creek, cestista australiano
- 27 aprile - Leonardo Dei Tos, marciatore italiano
- 27 aprile - Lac Edwards, ex giocatore di football americano australiano
- 27 aprile - Tomas Francis, rugbista a 15 britannico
- 27 aprile - Allison Iraheta, cantante statunitense
- 27 aprile - Apolonia Lapiedra, attrice pornografica spagnola
- 27 aprile - Emin Mahmudov, calciatore azero
- 27 aprile - Erin McGarrachan, cestista britannica
- 27 aprile - Pietro Elia Ometto, copilota di rally italiano
- 27 aprile - Enric Saborit, calciatore spagnolo
- 27 aprile - Vasil Shkurtaj, calciatore greco
- 27 aprile - Sadio Tounkara, ex calciatore maliano
- 27 aprile - Mohamed Touré, cestista italiano
- 27 aprile - Tom Weilandt, ex calciatore tedesco
- 28 aprile - Jonas Aguenier, pallavolista francese
- 28 aprile - Christabelle Borg, cantante e conduttrice televisiva maltese
- 28 aprile - Blake Bortles, ex giocatore di football americano statunitense
- 28 aprile - David Bosa, pattinatore di velocità su ghiaccio italiano
- 28 aprile - Raphaël Éric Messi Bouli, calciatore camerunese
- 28 aprile - Ana Yancy Clavel, modella salvadoregna
- 28 aprile - Hassane Fofana, ostacolista italiano
- 28 aprile - Leonardo Gatto, calciatore italiano
- 28 aprile - Juan Diego Gutiérrez, ex calciatore peruviano
- 28 aprile - Rima Hassan, politica, giurista e attivista palestinese
- 28 aprile - Michal Janec, calciatore slovacco
- 28 aprile - Iacopo Melio, giornalista, scrittore e politico italiano
- 28 aprile - Oleksandr Nasonov, calciatore ucraino
- 28 aprile - Jitka Nováčková, modella ceca
- 28 aprile - Olivia Ross, attrice britannica
- 28 aprile - Emani Sims, pallavolista statunitense
- 28 aprile - Ram Strauss, ex calciatore israeliano
- 28 aprile - Dennis Villanueva, calciatore filippino
- 28 aprile - Tony Yoka, pugile francese
- 28 aprile - Kōtarō Ōmori, calciatore giapponese
- 29 aprile - Ferrán Bassas, cestista spagnolo
- 29 aprile - Pablo Becker, ex calciatore argentino
- 29 aprile - Bùi Thị Thu Thảo, lunghista vietnamita
- 29 aprile - Sam Deroo, pallavolista belga
- 29 aprile - Sarah Freeman, ex sciatrice alpina canadese
- 29 aprile - Michela Guzzetti, ex nuotatrice italiana
- 29 aprile - Sebastian Holmén, calciatore svedese
- 29 aprile - Gaël N'Lundulu, calciatore francese
- 29 aprile - Christopher Neumayer, ex sciatore alpino austriaco
- 29 aprile - Barbara Prakopenka, attrice e modella bielorussa
- 29 aprile - Luca Strizzolo, calciatore italiano
- 29 aprile - Cristian Toro, canoista spagnolo
- 29 aprile - Justine Vanhaevermaet, calciatrice belga
- 30 aprile - Kenny Agostino, hockeista su ghiaccio statunitense
- 30 aprile - Tomas Bastos, calciatore brasiliano
- 30 aprile - Mike Cestor, calciatore francese
- 30 aprile - Chen Hao-wei, calciatore taiwanese
- 30 aprile - Nicole Fortuin, attrice sudafricana
- 30 aprile - Nico Hidalgo, calciatore spagnolo († 2025)
- 30 aprile - Kengo Kitazume, calciatore giapponese
- 30 aprile - Christoph Knasmüllner, calciatore austriaco
- 30 aprile - Finn Lemke, ex pallamanista e allenatore di pallamano tedesco
- 30 aprile - Chris McNealy, ex cestista statunitense
- 30 aprile - Koen Metsemakers, canottiere olandese
- 30 aprile - Florin Plămadă, calciatore rumeno
- 30 aprile - Eden Sharav, giocatore di snooker scozzese
- 30 aprile - Keo Sokngon, calciatore cambogiano
- 30 aprile - Marc-André ter Stegen, calciatore tedesco
- 30 aprile - Manōlīs Tzanakakīs, calciatore greco
- 30 aprile - Paweł Wszołek, calciatore polacco